# Landtag del Tirolo
La Dieta del Tirolo (in lingua tedesca: Tiroler Landtag) è l'assemblea legislativa monocamerale dello stato federato austriaco del Tirolo. La sede del parlamento è il Landhaus.
L'assemblea partecipa al Dreier Landtag assieme ai consigli provinciali di Bolzano e Trento.

## Storia

### La Dieta tirolese dal 1816 al 1918

#### Il ripristino della Dieta
Il 7 aprile 1815, in piena restaurazione, l'Austria riuniva la parte transalpina del Tirolo, quella cisalpina e l'ex principato vescovile di Trento in un unico Land, ed il primo maggio entrava in vigore il nuovo ordinamento politico che, fissata la sede del governo ad Innsbruck, dividendo il territorio in 6 capitanati circolari.
Il nuovo ordinamento tirolese venne pubblicato il 24 marzo 1816; esso richiamava in vita l'antica rappresentanza eletta sulla base degli ordini sociali. La Dieta era composta da 52 membri, 13 per ogni "stato"; essi erano il clero, la nobiltà, i cittadini ed i contadini. L'ordine della nobiltà eleggeva i propri deputati senza riferimento al territorio.
Il problema dell'insufficiente presenza dei tirolesi italiani entro tale organismo esplose con i moti del 1848. Prese così avvio la lotta per il conseguimento di un obiettivo mai raggiunto: una autonomia dal Tirolo tedesco per la parte italiana del Land, il Trentino. Verranno inoltre concluse una serie di rifome di compromesso sull'amministrazione tirolese nel corso dei decenni.

#### Le riforme del 1861 e 1914
La patente imperiale del 26 febbraio 1861 conteneva in allegato il Regolamento provinciale della principesca contea del Tirolo, in base al quale la Dieta risultava costituita da 68 deputati, 64 eletti e 4 di diritto (i vescovi di Salisburgo, Bressanone, Trento ed il rettore dell'università di Innsbruck). Dal punto di vista elettorale la ripartizione per ceti veniva sostituita da quattro curie (nobiltà fondiaria; prelati; città, borghi e camere di commercio; comuni rurali).
Una nuova riforma amministrativa venne discussa nel 1907 ma la contrapposizione dei partiti tedeschi sulla riforma per l'assemblea portò però alla paralisi dei lavori protratta per tutto l'anno. Vennero indette elezioni anticipate nel febbraio 1908.
La riforma del regolamento elettorale, dopo scontri protratti per anni, entrava finalmente in porto nell'ottobre 1913 ed il regolamento, ratificato dall'imperatore nel febbraio 1914, portava i deputati da 68 a 96 (61 ai tedeschi, 35 agli italiani): manteneva i quattro seggi legati di diritto e le quattro curie in vigore con l'aggiunta di una quinta a suffragio generale che eleggeva 21 deputati.
Le nuove elezioni furono svolte il 27 aprile 1914, la durata dei lavori fu però di breve durata perché l'assemblea venne chiusa il 4 luglio 1914, nell'imminenza della prima guerra mondiale.